# Lucy Bronze

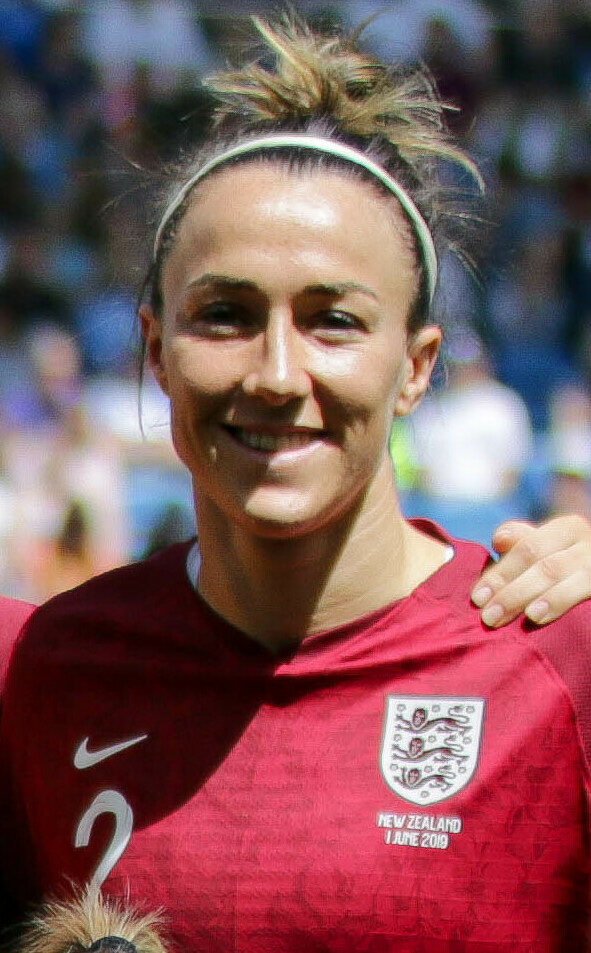
Lucy Bronze 2019.

Lucia Roberta Tough "Lucy" Bronze, född 28 oktober 1991 i Berwick-upon-Tweed i nordligaste England (i Northumberland), är en engelsk fotbollsspelare. För närvarande spelar hon för Chelsea FC Women. 
Hon har haft en lång karriär där hon har representerat klubbar som Liverpool WFC, Manchester City, Olympique Lyonnais (damer), FC Barcelona Femení. Hon var i en del i engelska landslaget i VM i Kanada år 2015.